# سایمون ویتفیلد
سایمون ویتفیلد (انگلیسی: Simon Whitfield؛ زادهٔ ۱۶ مهٔ ۱۹۷۵) ورزشکار سه‌گانه اهل کانادا بود.